# Franciszek Dubiel
Franciszek Dubiel (ur. 1 kwietnia 1883 w Dębinie, zm. 11 lutego 1918 w Santo Stino di Livenza) – polski inżynier, porucznik piechoty I Brygady Legionów Polskich, kawaler Orderu Virtuti Militari.

## Życiorys
Urodził się w Dębinie, w ówczesnym powiecie łańcuckim Królestwa Galicji i Lodomerii, w rodzinie Stanisława i Rozalii z Dubielów . Ukończył gimnazjum w Rzeszowie w 1902 roku. Następnie uzyskał dyplom inżyniera Politechniki Lwowskiej w 1907 roku i rozpoczął pracę w krajowym biurze melioracyjnym. W 1912 roku został kierownikiem części prac regulacyjnych na rzece Jasiołce w Jaśle. W tym samym roku dołączył do Polskich Drużyn Strzeleckich.
Po wybuchu wojny z uformowanym przez siebie oddziałem udał się do Krakowa. Na początku września dołączył do I Brygady. Przydzielony został do 1 pułku piechoty. 9 października 1914, w Jakubowicach, w czasie pierwszych nominacji oficerskich Piłsudskiego mianowany podporucznikiem w VI baonie. W tym batalionie służył przez cały czas jego istnienia. Z 5 pułkiem piechoty przeszedł cały szlak bojowy, aż do jego rozwiązania w kryzysie przysięgowym. Po bitwie pod Konarami mianowany porucznikiem.
Po kryzysie przysięgowym został zwolniony z Legionów, zdegradowany do stopnia jednorocznego ochotnika-sierżanta i wcielony do c. i k. Pułku Piechoty Nr 20 . We wrześniu 1917 skierowany na front włoski. Ukończył tam szkołę oficerską. Brał udział w walkach nad rzeką Piave w szeregach 12 Dywizji Piechoty. Z powodu ciężkiej choroby oczu na początku lutego 1918 roku został zwolniony z armii. 11 lutego 1918 na wieść o pokoju brzeskim popełnił samobójstwo w szpitalu w Santo Stino di Livenza . Został pochowany na tamtejszym cmentarzu wojennym .
Pośmiertnie mianowany kapitanem oraz odznaczony Krzyżem Srebrnym Orderu Wojskowego Virtuti Militari i Krzyżem Niepodległości.
Franciszek Dubiel był żonaty z Jadwigą Haładej, z którą miał dwie córki: Zofię (ur. 1913) i Danutę (ur. 1916) .